# Alosa agone
Alosa agone é uma espécie de peixe da família Clupeidae no ordem dos Clupeiformes.

## Morfologia
Os machos podem atingir 39 cm de comprimento total e 760 g de peso.

## Distribuição geográfica
Encontra-se em Europa: lagos Como, Garda, Orta, lago Magiore, lago Lugano e lago Iseo (norte da Itália e Suíça). Tem sido introduzido nos lagos lago Bolsena, lago Bracciano e lago Vico (Itália central).